# 旭川さくらバス

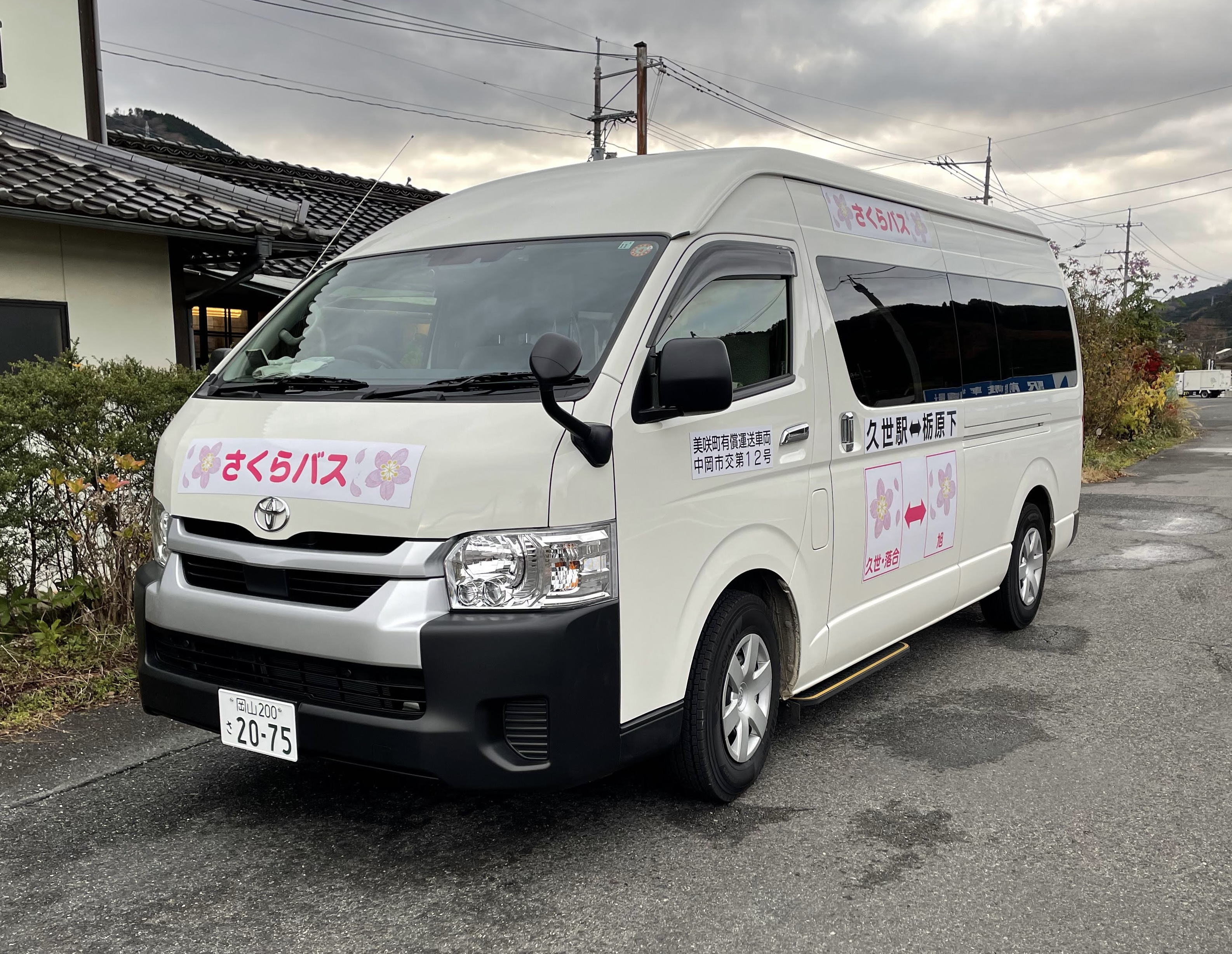
旭川さくらバスの車両（2021年）

旭川さくらバス（あさひがわさくらバス）は、岡山県久米郡美咲町で運行しているコミュニティバス。真庭市にも乗り入れている。
中鉄バスの旭川ダム経由岡山線が2001年8月限りで廃止されたのを受け、沿線自治体が構成する協議会（旭川ダム沿線バス運行対策協議会）が同年9月1日から運行を開始した。当初協議会は久世町・落合町・旭町・建部町から成っていたが、市町村合併により真庭市・美咲町・岡山市の構成となった。
その後、2014年3月限りで協議会が解散。同年4月以降は「美咲町旭川ダム沿線バス」として美咲町・真庭市内区間のみの運行となり、岡山市内区間は御津・建部コミュニティバスで代替された。

## 概要
- 美咲町栃原から真庭市の姫新線久世駅までを岡山県道30号・国道313号経由で結ぶ。
- 運行形態は、道路運送法の規定に基づく自家用自動車（白ナンバー車）による有償運送での運行である。
- 美咲町がエンゼルサービスに運行を委託している。
- 鉄道路線とは久世駅（姫新線）で接続している。
- 運賃は200円（小学生以下の子供と障がい者は100円）均一。定期券・回数券は中鉄北部バスと共用だが、同社のバスカードは使えない。
- 真庭市コミュニティバス「まにわくん」の回数券で乗車可能。
- 1日4往復（休日は3往復）で、便により始発地・終着地・経由地が異なる。そのうち1往復は栃原下で御津・建部コミュニティバスと接続している。
- 民間バスが運行する路線区間以外は全てフリー乗降区間となっている。

## 路線
詳細な運行案内は、#外部リンクの旭川さくらバスを参照のこと。
（停留所名）は一部の便のみ停車。
- 久世駅 - 真庭市役所 - 真庭高校久世校地前 - 落合インター - 真庭高校落合校地前 - 旦土 - 西川 - 浜尻 - 栃原 - 栃原橋 - 栃原下
- 久世駅 - 真庭市役所 - 真庭高校久世校地前 - 落合インター - 真庭高校落合校地前 - 上旦土 - 江与味 - （浜尻 - 栃原） - 浜尻 - 西川 （→ 旦土）

## 車両
- トヨタ・ハイエースコミューター1台で運行されている。

## 協議会運行時代の概要

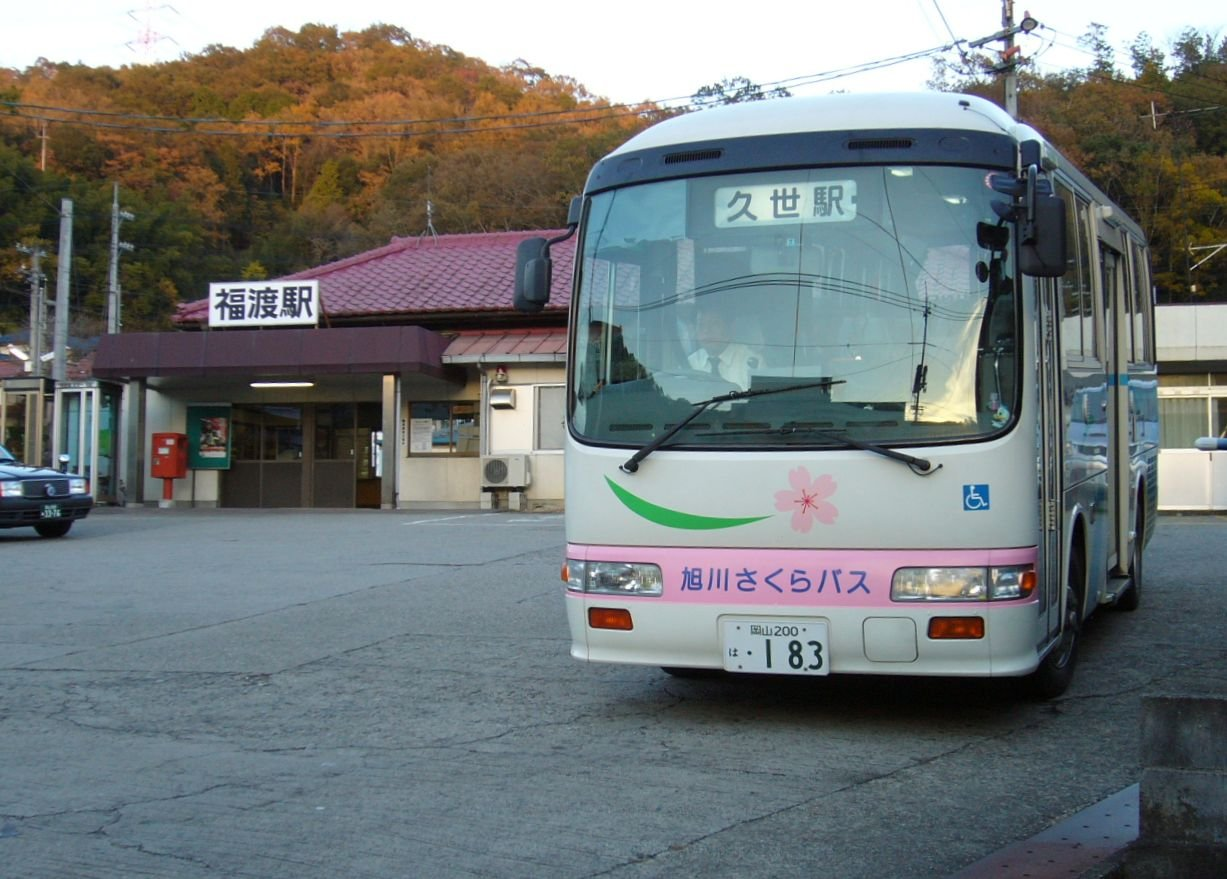
協議会運行時代の車両（2006年）※現在は使用されていない

- 旭川中流に沿い、真庭市の姫新線久世駅から岡山市北区建部町の八幡温泉郷までの49.4kmを結んでいた。
- 運行形態は、道路運送法の規定に基づく自家用自動車（白ナンバー車）による有償運送で、同協議会がエスアールティー（中鉄バスの関連会社）に運行を委託していた。
- 鉄道路線とは久世駅、美作落合駅（姫新線）、福渡駅（津山線）で接続していた。
- 運賃は距離制。定期券・回数券は中鉄北部バスと共用だが、バスカードは使えなかった。
- 1日6往復（休日は4往復）運行していた。
- 落合高校前～福渡小学校、落合高校前～高浜三叉路・福渡旧国道はフリー乗降区間となっていた。
- 車両は日野・リエッセ（ステップリフト付き）2台で運行されていた。